# Sergej Ivanovič Beljavski
Sergej Ivanovič Beljavski (rusko Серге́й Ива́нович Беля́вский), ruski astronom, * 7. december (25. november, ruski koledar) 1883, Sankt Peterburg, Ruski imperij (danes Rusija), † 13. oktober 1953, Leningrad, Sovjetska zveza (danes Sankt Peterburg, Rusija).

## Življenje in delo
Beljavski je bil član Sovjetske akademije znanosti. Deloval je na področju astrofotometrije, astrometrije in raziskoval spremenljivke.
Odkril je svetel komet, viden s prostim očesom C/1911 S3 (Komet Beljavski), ki so ga v tistem času označevali tudi kot Komet 1911 IV ali Komet 1911g.
Odkril je ali je bil soodkritelj več asteroidov. Opazoval je v Simeizu, na Krimu v Ukrajini. Vsega skupaj je odkril 250 spremenljivk in kometov. Sestavil je astrografski katalog 11.322 zvezd do 9m.
Med letoma 1937 in 1944 je bil Beljavski osmi predstojnik Observatorija Pulkovo, kjer je nasledil Gerasimoviča.
1. ↑  https://pantheon.world/profile/person/Sergey_Belyavsky
2. 1 2 3  Белявский Сергей Иванович // Большая советская энциклопедия: [в 30 т.] — 3-е изд. — Moskva: Советская энциклопедия, 1969.